# Llista de topònims d'Aitona
Llista de topònims (noms propis de lloc) del municipi d'Aitona, al Segrià
Informació actualitzada per un bot. Els canvis manuals es perdran quan s'actualitzi!

## cabana
| imatge | Nom                          | Ubicat a | instància de | Detalls | coordenades                                                          | Protecció | Commons (més fotos) | Dades a WD                    |
| ------ | ---------------------------- | -------- | ------------ | ------- | -------------------------------------------------------------------- | --------- | ------------------- | ----------------------------- |
|        | cobert de Ramon de Cansalada | Aitona   | cabana       |         | 41° 29′ 58″ N, 0° 28′ 13″ E / 41.4993884070382°N,0.470290954289738°E |           |                     | Modifica les dades a Wikidata |
|        | corral de Damià              | Aitona   | cabana       |         | 41° 29′ 59″ N, 0° 27′ 29″ E / 41.4996849100087°N,0.458012009153153°E |           |                     | Modifica les dades a Wikidata |
|        | corral de Freixetes          | Aitona   | cabana       |         | 41° 27′ 02″ N, 0° 30′ 15″ E / 41.4505241204174°N,0.50428518509011°E  |           |                     | Modifica les dades a Wikidata |
|        | corral de l'Estevet          | Aitona   | cabana       |         | 41° 28′ 05″ N, 0° 28′ 34″ E / 41.4681726173613°N,0.476043701419729°E |           |                     | Modifica les dades a Wikidata |
|        | corral del Roig de Sarroca   | Aitona   | cabana       |         | 41° 26′ 51″ N, 0° 32′ 03″ E / 41.4474203094566°N,0.534078591163835°E |           |                     | Modifica les dades a Wikidata |
|        | corral del Tigo              | Aitona   | cabana       |         | 41° 26′ 41″ N, 0° 30′ 10″ E / 41.444664648801°N,0.502798181373543°E  |           |                     | Modifica les dades a Wikidata |
|        | pleta de Manel de Pan        | Aitona   | cabana       |         | 41° 30′ 13″ N, 0° 25′ 27″ E / 41.5036237525524°N,0.424168469330566°E |           |                     | Modifica les dades a Wikidata |

## casa
| imatge | Nom                                       | Ubicat a | instància de | Detalls                     | coordenades                                         | Protecció                                  | Commons (més fotos) | Dades a WD                    |
| ------ | ----------------------------------------- | -------- | ------------ | --------------------------- | --------------------------------------------------- | ------------------------------------------ | ------------------- | ----------------------------- |
|        | Cal de la Capellania                      | Aitona   | casa         | Estil: arquitectura popular | 41° 29′ 43″ N, 0° 27′ 33″ E / 41.49528°N,0.45929°E  | bé integrant del patrimoni cultural català |                     | Modifica les dades a Wikidata |
|        | Casa del Rei Moro                         | Aitona   | casa         | Estil: arquitectura popular | 41° 29′ 43″ N, 0° 27′ 31″ E / 41.49523°N,0.45867°E  | bé cultural d'interès local                |                     | Modifica les dades a Wikidata |
|        | Casa natal del Beat Francesc Palau i Quer | Aitona   | casa         | Estil: arquitectura popular | 41° 29′ 38″ N, 0° 27′ 27″ E / 41.49378°N,0.45745°E  | bé cultural d'interès local                |                     | Modifica les dades a Wikidata |
|        | Torre de Roca                             | Aitona   | casa         | Estil: arquitectura popular | 41° 28′ 23″ N, 0° 26′ 09″ E / 41.47316°N,0.4358°E   | bé integrant del patrimoni cultural català |                     | Modifica les dades a Wikidata |
|        | Xalet FECSA                               | Aitona   | casa         | Estil: arquitectura popular | 41° 28′ 11″ N, 0° 27′ 41″ E / 41.46985°N,0.461313°E | bé integrant del patrimoni cultural català |                     | Modifica les dades a Wikidata |

## castell
| imatge | Nom                  | Ubicat a | instància de | Detalls                                   | coordenades | Protecció                                            | Commons (més fotos) | Dades a WD                    |
| ------ | -------------------- | -------- | ------------ | ----------------------------------------- | --- | ---------------------------------------------------- | ------------------- | ----------------------------- |
|        | Castell d'Aitona     | Aitona   | castell      | Estil: arquitectura romànica 12nd century | 41° 29′ 47″ N, 0° 27′ 35″ E / 41.4965°N,0.459753°E ca:En un turó al nord d'Aitona 144 msnm                            | bé d'interès cultural bé cultural d'interès nacional | Castell d'Aitona    | Modifica les dades a Wikidata |
|        | Castell de Carratalà | Aitona   | castell      | Estil: arquitectura romànica              | 41° 29′ 14″ N, 0° 26′ 57″ E / 41.4872444444°N,0.449297222222°E ca:Al turó de Sant Joan, al sud-oest d'Aitona 170 msnm | bé d'interès cultural bé cultural d'interès nacional |                     | Modifica les dades a Wikidata |

## edifici
| imatge | Nom     | Ubicat a | instància de | Detalls                     | coordenades                                        | Protecció                                  | Commons (més fotos) | Dades a WD                    |
| ------ | ------- | -------- | ------------ | --------------------------- | -------------------------------------------------- | ------------------------------------------ | ------------------- | ----------------------------- |
|        | Abadia  | Aitona   | edifici      | Estil: arquitectura popular | 41° 29′ 46″ N, 0° 27′ 32″ E / 41.49611°N,0.45881°E | bé integrant del patrimoni cultural català |                     | Modifica les dades a Wikidata |
|        | Escoles | Aitona   | edifici      | Estil: noucentisme          | 41° 29′ 29″ N, 0° 27′ 24″ E / 41.49128°N,0.4566°E  | bé integrant del patrimoni cultural català |                     | Modifica les dades a Wikidata |

## entitat singular de població
| imatge | Nom          | Ubicat a | instància de                                   | Detalls  | coordenades                                                                 | Protecció | Commons (més fotos) | Dades a WD                    |
| ------ | ------------ | -------- | ---------------------------------------------- | -------- | --------------------------------------------------------------------------- | --------- | ------------------- | ----------------------------- |
|        | Aitona       | Aitona   | entitat singular de població capital municipal | 2570 hab | 41° 29′ 34″ N, 0° 27′ 31″ E / 41.49287565°N,0.45855405°E 103 msnm           |           |                     | Modifica les dades a Wikidata |
|        | Utxesa       | Aitona   | entitat singular de població                   | 5 hab    | 41° 29′ 11″ N, 0° 30′ 44″ E / 41.48632427°N,0.512325°E 155 msnm             |           |                     | Modifica les dades a Wikidata |
|        | la Canadenca | Aitona   | entitat singular de població                   | 0 hab    | 41° 28′ 11″ N, 0° 27′ 49″ E / 41.469639491005°N,0.46373433044143°E 125 msnm |           |                     | Modifica les dades a Wikidata |

## església
| imatge | Nom                    | Ubicat a | instància de | Detalls                     | coordenades                                                        | Protecció                                  | Commons (més fotos)                         | Dades a WD                    |
| ------ | ---------------------- | -------- | ------------ | --------------------------- | ------------------------------------------------------------------ | ------------------------------------------ | ------------------------------------------- | ----------------------------- |
|        | Sant Antolí d'Aitona   | Aitona   | església     | Estil: arquitectura barroca | 41° 29′ 41″ N, 0° 27′ 28″ E / 41.4948°N,0.45765°E                  | bé integrant del patrimoni cultural català | Església parroquial de Sant Antolí (Aitona) | Modifica les dades a Wikidata |
|        | Sant Gaietà d'Aitona   | Aitona   | església     | Estil: arquitectura popular | 41° 29′ 43″ N, 0° 27′ 32″ E / 41.4952°N,0.45878°E                  | bé integrant del patrimoni cultural català |                                             | Modifica les dades a Wikidata |
|        | Sant Joan de Carratalà | Aitona   | església     |                             | 41° 29′ 08″ N, 0° 26′ 50″ E / 41.48565°N,0.447102777778°E 137 msnm | bé cultural d'interès local                | Sant Joan de Carratalà                      | Modifica les dades a Wikidata |

## granja
| imatge | Nom                           | Ubicat a | instància de | Detalls | coordenades                                                          | Protecció | Commons (més fotos) | Dades a WD                    |
| ------ | ----------------------------- | -------- | ------------ | ------- | -------------------------------------------------------------------- | --------- | ------------------- | ----------------------------- |
|        | Granges de Gori               | Aitona   | granja       |         | 41° 29′ 16″ N, 0° 24′ 53″ E / 41.4879138383558°N,0.414813833097163°E |           |                     | Modifica les dades a Wikidata |
|        | Granges del Gat               | Aitona   | granja       |         | 41° 30′ 51″ N, 0° 26′ 10″ E / 41.5142684952145°N,0.43622004357416°E  |           |                     | Modifica les dades a Wikidata |
|        | Granja Cristòbal              | Aitona   | granja       |         | 41° 29′ 03″ N, 0° 26′ 31″ E / 41.4842131295845°N,0.441825404871998°E |           |                     | Modifica les dades a Wikidata |
|        | Granja Galleguet              | Aitona   | granja       |         | 41° 29′ 57″ N, 0° 27′ 12″ E / 41.4991925189671°N,0.45326332281369°E  |           |                     | Modifica les dades a Wikidata |
|        | Granja Izcara                 | Aitona   | granja       |         | 41° 29′ 07″ N, 0° 26′ 34″ E / 41.485386103739°N,0.44275886431363°E   |           |                     | Modifica les dades a Wikidata |
|        | Granja Nòria                  | Aitona   | granja       |         | 41° 30′ 37″ N, 0° 27′ 19″ E / 41.510342332966°N,0.455294364708998°E  |           |                     | Modifica les dades a Wikidata |
|        | Granja Renales                | Aitona   | granja       |         | 41° 29′ 55″ N, 0° 25′ 37″ E / 41.49848854601°N,0.426911766070058°E   |           |                     | Modifica les dades a Wikidata |
|        | Granja d'Antònio el Ros       | Aitona   | granja       |         | 41° 29′ 04″ N, 0° 25′ 29″ E / 41.4844990503334°N,0.424782796602022°E |           |                     | Modifica les dades a Wikidata |
|        | Granja de Blasi               | Aitona   | granja       |         | 41° 30′ 40″ N, 0° 26′ 31″ E / 41.5110162618228°N,0.441836180973264°E |           |                     | Modifica les dades a Wikidata |
|        | Granja de Francisco Matapuros | Aitona   | granja       |         | 41° 28′ 20″ N, 0° 27′ 06″ E / 41.4722538942666°N,0.451612340097249°E |           |                     | Modifica les dades a Wikidata |
|        | Granja de Joan de Sarroqueta  | Aitona   | granja       |         | 41° 28′ 46″ N, 0° 28′ 08″ E / 41.4794907112343°N,0.468945593107134°E |           |                     | Modifica les dades a Wikidata |
|        | Granja de Juanito el Pobo     | Aitona   | granja       |         | 41° 29′ 49″ N, 0° 26′ 59″ E / 41.4970448363748°N,0.449825573606237°E |           |                     | Modifica les dades a Wikidata |
|        | Granja de Patatetes           | Aitona   | granja       |         | 41° 30′ 28″ N, 0° 26′ 57″ E / 41.5078747911165°N,0.449208658781216°E |           |                     | Modifica les dades a Wikidata |
|        | Granja de Semino              | Aitona   | granja       |         | 41° 28′ 43″ N, 0° 27′ 57″ E / 41.4784918757895°N,0.465715039046693°E |           |                     | Modifica les dades a Wikidata |
|        | Granja de Serentill           | Aitona   | granja       |         | 41° 29′ 38″ N, 0° 24′ 50″ E / 41.4939802526247°N,0.413841776963259°E |           |                     | Modifica les dades a Wikidata |
|        | Granja del Galletero          | Aitona   | granja       |         | 41° 29′ 59″ N, 0° 27′ 01″ E / 41.4997007568172°N,0.450188531611005°E |           |                     | Modifica les dades a Wikidata |
|        | Granja del Pepito Montanyès   | Aitona   | granja       |         | 41° 31′ 28″ N, 0° 25′ 58″ E / 41.5244595624575°N,0.432809448449599°E |           |                     | Modifica les dades a Wikidata |

## jaciment arqueològic
| imatge | Nom       | Ubicat a | instància de         | Detalls | coordenades | Protecció                                  | Commons (més fotos) | Dades a WD                    |
| ------ | --------- | -------- | -------------------- | ------- | --- | ------------------------------------------ | ------------------- | ----------------------------- |
|        | Carretelà | Aitona   | jaciment arqueològic |         | 41° 29′ 20″ N, 0° 27′ 07″ E / 41.488771°N,0.451919°E                                                                  | bé integrant del patrimoni cultural català |                     | Modifica les dades a Wikidata |
|        | Genó      | Aitona   | jaciment arqueològic |         | 41° 28′ 26″ N, 0° 28′ 43″ E / 41.4738°N,0.478664°E ca:Prenent una pista que porta cap el Corral de l'Estevet 162 msnm | bé cultural d'interès local                | Genó                | Modifica les dades a Wikidata |

## masia
| imatge | Nom                           | Ubicat a | instància de | Detalls | coordenades                                                          | Protecció | Commons (més fotos) | Dades a WD                    |
| ------ | ----------------------------- | -------- | ------------ | ------- | -------------------------------------------------------------------- | --------- | ------------------- | ----------------------------- |
|        | Mas Ismael                    | Aitona   | masia        |         | 41° 28′ 44″ N, 0° 25′ 12″ E / 41.479015144142°N,0.420006040763482°E  |           |                     | Modifica les dades a Wikidata |
|        | Mas Roget                     | Aitona   | masia        |         | 41° 28′ 40″ N, 0° 27′ 37″ E / 41.4778609111319°N,0.460386428577628°E |           |                     | Modifica les dades a Wikidata |
|        | Mas d'Alarcó                  | Aitona   | masia        |         | 41° 29′ 58″ N, 0° 27′ 20″ E / 41.4994763176626°N,0.455504405801077°E |           |                     | Modifica les dades a Wikidata |
|        | Mas d'Andreu de Torres        | Aitona   | masia        |         | 41° 28′ 11″ N, 0° 27′ 04″ E / 41.4698578671035°N,0.451191337196875°E |           |                     | Modifica les dades a Wikidata |
|        | Mas d'Antolí                  | Aitona   | masia        |         | 41° 27′ 51″ N, 0° 27′ 33″ E / 41.464134679647°N,0.45915971013352°E   |           |                     | Modifica les dades a Wikidata |
|        | Mas d'Antolí Fartet           | Aitona   | masia        |         | 41° 29′ 34″ N, 0° 26′ 35″ E / 41.4926721870306°N,0.443133470369976°E |           |                     | Modifica les dades a Wikidata |
|        | Mas d'Antoni Ramonet          | Aitona   | masia        |         | 41° 28′ 40″ N, 0° 26′ 11″ E / 41.4777693110569°N,0.436378490498716°E |           |                     | Modifica les dades a Wikidata |
|        | Mas d'Antoni el Xirlet        | Aitona   | masia        |         | 41° 29′ 43″ N, 0° 24′ 56″ E / 41.4953512996384°N,0.415536142033605°E |           |                     | Modifica les dades a Wikidata |
|        | Mas d'Antònio Guillén         | Aitona   | masia        |         | 41° 29′ 26″ N, 0° 26′ 35″ E / 41.4906504042162°N,0.442937522952882°E |           |                     | Modifica les dades a Wikidata |
|        | Mas d'Escandil                | Aitona   | masia        |         | 41° 28′ 04″ N, 0° 29′ 50″ E / 41.467674076314°N,0.49733783699846°E   |           |                     | Modifica les dades a Wikidata |
|        | Mas d'Escàndil                | Aitona   | masia        |         | 41° 28′ 50″ N, 0° 27′ 48″ E / 41.480437765546°N,0.46331307581039°E   |           |                     | Modifica les dades a Wikidata |
|        | Mas d'Espessa                 | Aitona   | masia        |         | 41° 26′ 02″ N, 0° 31′ 04″ E / 41.433893135257°N,0.51778493158173°E   |           |                     | Modifica les dades a Wikidata |
|        | Mas d'Indalècio               | Aitona   | masia        |         | 41° 28′ 52″ N, 0° 26′ 33″ E / 41.4812016199236°N,0.44248286089238°E  |           |                     | Modifica les dades a Wikidata |
|        | Mas d'Isidro                  | Aitona   | masia        |         | 41° 27′ 56″ N, 0° 26′ 50″ E / 41.465669339596°N,0.44712628196114°E   |           |                     | Modifica les dades a Wikidata |
|        | Mas d'en Joanet de Capella    | Aitona   | masia        |         | 41° 29′ 30″ N, 0° 25′ 51″ E / 41.4915493278478°N,0.430744126537063°E |           |                     | Modifica les dades a Wikidata |
|        | Mas d'en Joanica              | Aitona   | masia        |         | 41° 29′ 47″ N, 0° 24′ 15″ E / 41.4963362952773°N,0.404092760457198°E |           |                     | Modifica les dades a Wikidata |
|        | Mas d'en Josep de Bertolo     | Aitona   | masia        |         | 41° 29′ 00″ N, 0° 28′ 12″ E / 41.4833504918966°N,0.469992992530258°E |           |                     | Modifica les dades a Wikidata |
|        | Mas d'en Mateu de Paqui       | Aitona   | masia        |         | 41° 29′ 42″ N, 0° 25′ 04″ E / 41.4948881606825°N,0.417770668762635°E |           |                     | Modifica les dades a Wikidata |
|        | Mas d'en Mingo Tomàs          | Aitona   | masia        |         | 41° 28′ 54″ N, 0° 28′ 34″ E / 41.4817547971889°N,0.476067342315037°E |           |                     | Modifica les dades a Wikidata |
|        | Mas d'en Pepito Sou           | Aitona   | masia        |         | 41° 29′ 57″ N, 0° 24′ 28″ E / 41.4991742955218°N,0.40772901043725°E  |           |                     | Modifica les dades a Wikidata |
|        | Mas d'en Pere el Càndil       | Aitona   | masia        |         | 41° 28′ 59″ N, 0° 28′ 28″ E / 41.4831395351194°N,0.474324841458662°E |           |                     | Modifica les dades a Wikidata |
|        | Mas d'en Pere el Pobo         | Aitona   | masia        |         | 41° 28′ 18″ N, 0° 29′ 07″ E / 41.4715786064402°N,0.485155988366478°E |           |                     | Modifica les dades a Wikidata |
|        | Mas d'en Xavier de Bertolo    | Aitona   | masia        |         | 41° 29′ 26″ N, 0° 28′ 39″ E / 41.4906203732228°N,0.477447909844448°E |           |                     | Modifica les dades a Wikidata |
|        | Mas de Baliu                  | Aitona   | masia        |         | 41° 30′ 10″ N, 0° 24′ 43″ E / 41.5028894973058°N,0.411929635546278°E |           |                     | Modifica les dades a Wikidata |
|        | Mas de Baquerano              | Aitona   | masia        |         | 41° 28′ 28″ N, 0° 28′ 00″ E / 41.4745321360676°N,0.466671721194658°E |           |                     | Modifica les dades a Wikidata |
|        | Mas de Belluget               | Aitona   | masia        |         | 41° 29′ 17″ N, 0° 29′ 30″ E / 41.4881511397519°N,0.491785328504246°E |           |                     | Modifica les dades a Wikidata |
|        | Mas de Bernabé                | Aitona   | masia        |         | 41° 28′ 50″ N, 0° 28′ 04″ E / 41.480446794797°N,0.467782593396597°E  |           |                     | Modifica les dades a Wikidata |
|        | Mas de Blasco                 | Aitona   | masia        |         | 41° 28′ 42″ N, 0° 28′ 38″ E / 41.4782655175074°N,0.477124954375322°E |           |                     | Modifica les dades a Wikidata |
|        | Mas de Bonet                  | Aitona   | masia        |         | 41° 29′ 31″ N, 0° 26′ 24″ E / 41.4918343262151°N,0.439884355219546°E |           |                     | Modifica les dades a Wikidata |
|        | Mas de Botifarra              | Aitona   | masia        |         | 41° 30′ 39″ N, 0° 25′ 59″ E / 41.5108650737027°N,0.433035427803374°E |           |                     | Modifica les dades a Wikidata |
|        | Mas de Caixaneta              | Aitona   | masia        |         | 41° 30′ 49″ N, 0° 26′ 52″ E / 41.5136795015473°N,0.447794374616941°E |           |                     | Modifica les dades a Wikidata |
|        | Mas de Campillo               | Aitona   | masia        |         | 41° 29′ 26″ N, 0° 28′ 54″ E / 41.4906791111169°N,0.481769773276959°E |           |                     | Modifica les dades a Wikidata |
|        | Mas de Can Pitja              | Aitona   | masia        |         | 41° 27′ 09″ N, 0° 27′ 43″ E / 41.452489388145°N,0.46200869259871°E   |           |                     | Modifica les dades a Wikidata |
|        | Mas de Carles                 | Aitona   | masia        |         | 41° 27′ 18″ N, 0° 29′ 51″ E / 41.4549962716238°N,0.497469378443417°E |           |                     | Modifica les dades a Wikidata |
|        | Mas de Carrell                | Aitona   | masia        |         | 41° 30′ 21″ N, 0° 25′ 05″ E / 41.5057941060853°N,0.418139839106676°E |           |                     | Modifica les dades a Wikidata |
|        | Mas de Carril                 | Aitona   | masia        |         | 41° 30′ 23″ N, 0° 25′ 27″ E / 41.5062967918822°N,0.424086420811835°E |           |                     | Modifica les dades a Wikidata |
|        | Mas de Carrió                 | Aitona   | masia        |         | 41° 28′ 02″ N, 0° 26′ 59″ E / 41.4672773093724°N,0.449759813534378°E |           |                     | Modifica les dades a Wikidata |
|        | Mas de Catxana                | Aitona   | masia        |         | 41° 27′ 50″ N, 0° 26′ 41″ E / 41.463816491162°N,0.44480437903157°E   |           |                     | Modifica les dades a Wikidata |
|        | Mas de Cotilla                | Aitona   | masia        |         | 41° 28′ 58″ N, 0° 25′ 59″ E / 41.4827178048455°N,0.432925668863048°E |           |                     | Modifica les dades a Wikidata |
|        | Mas de Cubet                  | Aitona   | masia        |         | 41° 28′ 38″ N, 0° 25′ 24″ E / 41.4772080247341°N,0.423359092662129°E |           |                     | Modifica les dades a Wikidata |
|        | Mas de Cuquín                 | Aitona   | masia        |         | 41° 30′ 40″ N, 0° 27′ 36″ E / 41.5109789043598°N,0.460050222203347°E |           |                     | Modifica les dades a Wikidata |
|        | Mas de Cània                  | Aitona   | masia        |         | 41° 26′ 49″ N, 0° 29′ 45″ E / 41.446924695748°N,0.49574185045358°E   |           |                     | Modifica les dades a Wikidata |
|        | Mas de Felipe                 | Aitona   | masia        |         | 41° 28′ 51″ N, 0° 28′ 10″ E / 41.4809002595846°N,0.469561392626216°E |           |                     | Modifica les dades a Wikidata |
|        | Mas de Felipeto               | Aitona   | masia        |         | 41° 30′ 56″ N, 0° 26′ 18″ E / 41.5155326647232°N,0.438386939775843°E |           |                     | Modifica les dades a Wikidata |
|        | Mas de Fernando               | Aitona   | masia        |         | 41° 27′ 53″ N, 0° 27′ 03″ E / 41.4647799977901°N,0.450863498834554°E |           |                     | Modifica les dades a Wikidata |
|        | Mas de Fraga                  | Aitona   | masia        |         | 41° 31′ 07″ N, 0° 25′ 56″ E / 41.5186393046159°N,0.432308635247479°E |           |                     | Modifica les dades a Wikidata |
|        | Mas de Francisco Gaspar       | Aitona   | masia        |         | 41° 30′ 44″ N, 0° 26′ 40″ E / 41.5121544004804°N,0.444415436823642°E |           |                     | Modifica les dades a Wikidata |
|        | Mas de Franxo                 | Aitona   | masia        |         | 41° 27′ 23″ N, 0° 30′ 31″ E / 41.4564635629387°N,0.508630663144921°E |           |                     | Modifica les dades a Wikidata |
|        | Mas de Freixetes              | Aitona   | masia        |         | 41° 26′ 34″ N, 0° 30′ 15″ E / 41.4427155174289°N,0.504285346758883°E |           |                     | Modifica les dades a Wikidata |
|        | Mas de Genaro                 | Aitona   | masia        |         | 41° 29′ 18″ N, 0° 26′ 27″ E / 41.4882176015314°N,0.440865274969766°E |           |                     | Modifica les dades a Wikidata |
|        | Mas de Gord                   | Aitona   | masia        |         | 41° 29′ 34″ N, 0° 28′ 08″ E / 41.4926824581536°N,0.468827119694872°E |           |                     | Modifica les dades a Wikidata |
|        | Mas de Gori                   | Aitona   | masia        |         | 41° 30′ 44″ N, 0° 27′ 21″ E / 41.5122434220747°N,0.455735099372819°E |           |                     | Modifica les dades a Wikidata |
|        | Mas de Gracieta               | Aitona   | masia        |         | 41° 28′ 29″ N, 0° 27′ 19″ E / 41.4747230688333°N,0.45533567569895°E  |           |                     | Modifica les dades a Wikidata |
|        | Mas de Granyó                 | Aitona   | masia        |         | 41° 29′ 04″ N, 0° 28′ 18″ E / 41.4843949433427°N,0.471617151352669°E |           |                     | Modifica les dades a Wikidata |
|        | Mas de Gàel                   | Aitona   | masia        |         | 41° 30′ 38″ N, 0° 25′ 06″ E / 41.5104379001109°N,0.418386560281868°E |           |                     | Modifica les dades a Wikidata |
|        | Mas de Jamories               | Aitona   | masia        |         | 41° 28′ 49″ N, 0° 27′ 57″ E / 41.4802481969604°N,0.465718429813865°E |           |                     | Modifica les dades a Wikidata |
|        | Mas de Jaume Senén            | Aitona   | masia        |         | 41° 30′ 01″ N, 0° 24′ 47″ E / 41.5003359388364°N,0.412917889167982°E |           |                     | Modifica les dades a Wikidata |
|        | Mas de Joan de Vaquerano      | Aitona   | masia        |         | 41° 27′ 23″ N, 0° 31′ 31″ E / 41.4565018068103°N,0.525413908332458°E |           |                     | Modifica les dades a Wikidata |
|        | Mas de Joan del Capellà       | Aitona   | masia        |         | 41° 27′ 19″ N, 0° 31′ 11″ E / 41.4553874019015°N,0.519673922765646°E |           |                     | Modifica les dades a Wikidata |
|        | Mas de Jordi                  | Aitona   | masia        |         | 41° 29′ 00″ N, 0° 28′ 49″ E / 41.4832798429313°N,0.480307823995956°E |           |                     | Modifica les dades a Wikidata |
|        | Mas de Josep Capell           | Aitona   | masia        |         | 41° 29′ 05″ N, 0° 29′ 08″ E / 41.4848251597738°N,0.485481939055632°E |           |                     | Modifica les dades a Wikidata |
|        | Mas de Josepet de Bertolo     | Aitona   | masia        |         | 41° 29′ 23″ N, 0° 28′ 37″ E / 41.4896729489433°N,0.476957651344242°E |           |                     | Modifica les dades a Wikidata |
|        | Mas de Licel                  | Aitona   | masia        |         | 41° 30′ 32″ N, 0° 27′ 14″ E / 41.5088257608772°N,0.453916003577352°E |           |                     | Modifica les dades a Wikidata |
|        | Mas de Liceu                  | Aitona   | masia        |         | 41° 29′ 05″ N, 0° 26′ 55″ E / 41.4847524611407°N,0.44866705824158°E  |           |                     | Modifica les dades a Wikidata |
|        | Mas de Liscarda               | Aitona   | masia        |         | 41° 29′ 34″ N, 0° 27′ 52″ E / 41.4926568484653°N,0.464396040025899°E |           |                     | Modifica les dades a Wikidata |
|        | Mas de Llaurador              | Aitona   | masia        |         | 41° 26′ 35″ N, 0° 29′ 11″ E / 41.443116376174°N,0.48631287721667°E   |           |                     | Modifica les dades a Wikidata |
|        | Mas de Llobis de Vicent       | Aitona   | masia        |         | 41° 30′ 10″ N, 0° 26′ 41″ E / 41.5027573404725°N,0.444665377372263°E |           |                     | Modifica les dades a Wikidata |
|        | Mas de Llorencet              | Aitona   | masia        |         | 41° 30′ 38″ N, 0° 26′ 09″ E / 41.510448173603°N,0.4357812962527°E    |           |                     | Modifica les dades a Wikidata |
|        | Mas de Manotx                 | Aitona   | masia        |         | 41° 29′ 28″ N, 0° 29′ 43″ E / 41.491044847579°N,0.49524016320232°E   |           |                     | Modifica les dades a Wikidata |
|        | Mas de Manyén                 | Aitona   | masia        |         | 41° 28′ 55″ N, 0° 29′ 40″ E / 41.4819221471362°N,0.494421013816305°E |           |                     | Modifica les dades a Wikidata |
|        | Mas de Margalida              | Aitona   | masia        |         | 41° 30′ 56″ N, 0° 25′ 23″ E / 41.5154521183673°N,0.423100119320116°E |           |                     | Modifica les dades a Wikidata |
|        | Mas de Mariano Ton            | Aitona   | masia        |         | 41° 26′ 54″ N, 0° 29′ 21″ E / 41.4484185012809°N,0.489067678454723°E |           |                     | Modifica les dades a Wikidata |
|        | Mas de Marquet                | Aitona   | masia        |         | 41° 30′ 33″ N, 0° 26′ 58″ E / 41.5092034148719°N,0.449420069198481°E |           |                     | Modifica les dades a Wikidata |
|        | Mas de Milet                  | Aitona   | masia        |         | 41° 30′ 12″ N, 0° 26′ 41″ E / 41.5032379851565°N,0.444814196126697°E |           |                     | Modifica les dades a Wikidata |
|        | Mas de Mingo Jordi            | Aitona   | masia        |         | 41° 26′ 41″ N, 0° 29′ 53″ E / 41.4446167167638°N,0.498107871536217°E |           |                     | Modifica les dades a Wikidata |
|        | Mas de Mingo Sarroqueta       | Aitona   | masia        |         | 41° 29′ 29″ N, 0° 28′ 50″ E / 41.4912806989706°N,0.480452799128992°E |           |                     | Modifica les dades a Wikidata |
|        | Mas de Minguet                | Aitona   | masia        |         | 41° 28′ 10″ N, 0° 30′ 05″ E / 41.469386473058°N,0.501513865247221°E  |           |                     | Modifica les dades a Wikidata |
|        | Mas de Miquelina              | Aitona   | masia        |         | 41° 29′ 40″ N, 0° 26′ 21″ E / 41.4943866219426°N,0.43923276547527°E  |           |                     | Modifica les dades a Wikidata |
|        | Mas de Miret                  | Aitona   | masia        |         | 41° 28′ 43″ N, 0° 27′ 38″ E / 41.4785297170767°N,0.460492038496033°E |           |                     | Modifica les dades a Wikidata |
|        | Mas de Miró                   | Aitona   | masia        |         | 41° 28′ 19″ N, 0° 27′ 09″ E / 41.4719508951878°N,0.452570219766025°E |           |                     | Modifica les dades a Wikidata |
|        | Mas de Moixila                | Aitona   | masia        |         | 41° 28′ 55″ N, 0° 26′ 34″ E / 41.4818416304961°N,0.442912789928545°E |           |                     | Modifica les dades a Wikidata |
|        | Mas de Paco l'Esclau          | Aitona   | masia        |         | 41° 26′ 30″ N, 0° 30′ 15″ E / 41.4415690120787°N,0.504161732390689°E |           |                     | Modifica les dades a Wikidata |
|        | Mas de Pajarillo              | Aitona   | masia        |         | 41° 27′ 53″ N, 0° 26′ 41″ E / 41.4648081152491°N,0.44482778944039°E  |           |                     | Modifica les dades a Wikidata |
|        | Mas de Palau                  | Aitona   | masia        |         | 41° 26′ 52″ N, 0° 28′ 05″ E / 41.4477607063596°N,0.468109083187252°E |           |                     | Modifica les dades a Wikidata |
|        | Mas de Pan                    | Aitona   | masia        |         | 41° 30′ 13″ N, 0° 25′ 18″ E / 41.5036777880156°N,0.421758231406664°E |           |                     | Modifica les dades a Wikidata |
|        | Mas de Patenis                | Aitona   | masia        |         | 41° 28′ 53″ N, 0° 28′ 23″ E / 41.4813296510259°N,0.473113675695212°E |           |                     | Modifica les dades a Wikidata |
|        | Mas de Patet                  | Aitona   | masia        |         | 41° 28′ 05″ N, 0° 31′ 04″ E / 41.468°N,0.517765°E 212 msnm           |           |                     | Modifica les dades a Wikidata |
|        | Mas de Pau de Roig            | Aitona   | masia        |         | 41° 26′ 19″ N, 0° 30′ 40″ E / 41.4387404401528°N,0.511200043651507°E |           |                     | Modifica les dades a Wikidata |
|        | Mas de Paula                  | Aitona   | masia        |         | 41° 27′ 48″ N, 0° 30′ 13″ E / 41.4632804870027°N,0.503604254586198°E |           |                     | Modifica les dades a Wikidata |
|        | Mas de Pedro Villa            | Aitona   | masia        |         | 41° 28′ 59″ N, 0° 26′ 47″ E / 41.482956261264°N,0.446461973526915°E  |           |                     | Modifica les dades a Wikidata |
|        | Mas de Pelafoc                | Aitona   | masia        |         | 41° 28′ 28″ N, 0° 27′ 54″ E / 41.4744925699618°N,0.464876977627596°E |           |                     | Modifica les dades a Wikidata |
|        | Mas de Pelfo                  | Aitona   | masia        |         | 41° 29′ 26″ N, 0° 29′ 22″ E / 41.4906867726079°N,0.489531379191429°E |           |                     | Modifica les dades a Wikidata |
|        | Mas de Pep del Mingo          | Aitona   | masia        |         | 41° 29′ 18″ N, 0° 29′ 23″ E / 41.4883285622643°N,0.489598518776966°E |           |                     | Modifica les dades a Wikidata |
|        | Mas de Pereandreu             | Aitona   | masia        |         | 41° 29′ 59″ N, 0° 28′ 28″ E / 41.499598304688°N,0.4745447862459°E    |           |                     | Modifica les dades a Wikidata |
|        | Mas de Peret                  | Aitona   | masia        |         | 41° 28′ 05″ N, 0° 26′ 16″ E / 41.4681022351312°N,0.437849228216627°E |           |                     | Modifica les dades a Wikidata |
|        | Mas de Peret Cabecers         | Aitona   | masia        |         | 41° 28′ 07″ N, 0° 27′ 10″ E / 41.468639152266°N,0.452687971840362°E  |           |                     | Modifica les dades a Wikidata |
|        | Mas de Poldo                  | Aitona   | masia        |         | 41° 27′ 40″ N, 0° 28′ 52″ E / 41.4611785926849°N,0.48115208786189°E  |           |                     | Modifica les dades a Wikidata |
|        | Mas de Polla                  | Aitona   | masia        |         | 41° 26′ 22″ N, 0° 29′ 04″ E / 41.4393736148977°N,0.484425573820571°E |           |                     | Modifica les dades a Wikidata |
|        | Mas de Pòlit                  | Aitona   | masia        |         | 41° 28′ 36″ N, 0° 27′ 46″ E / 41.4765816936365°N,0.462819543920057°E |           |                     | Modifica les dades a Wikidata |
|        | Mas de Quelinyo               | Aitona   | masia        |         | 41° 28′ 40″ N, 0° 26′ 31″ E / 41.4776751672334°N,0.441855139055751°E |           |                     | Modifica les dades a Wikidata |
|        | Mas de Querol                 | Aitona   | masia        |         | 41° 28′ 46″ N, 0° 28′ 44″ E / 41.4795117777181°N,0.47892092199694°E  |           |                     | Modifica les dades a Wikidata |
|        | Mas de Querrill               | Aitona   | masia        |         | 41° 30′ 22″ N, 0° 25′ 26″ E / 41.5061°N,0.42385°E 151.4 msnm         |           |                     | Modifica les dades a Wikidata |
|        | Mas de Quintaneta             | Aitona   | masia        |         | 41° 28′ 00″ N, 0° 29′ 25″ E / 41.466739847974°N,0.490408022700558°E  |           |                     | Modifica les dades a Wikidata |
|        | Mas de Rodolfo                | Aitona   | masia        |         | 41° 29′ 57″ N, 0° 27′ 51″ E / 41.499145911301°N,0.464190706012866°E  |           |                     | Modifica les dades a Wikidata |
|        | Mas de Roqueta                | Aitona   | masia        |         | 41° 29′ 42″ N, 0° 28′ 49″ E / 41.4951313718465°N,0.48026754922341°E  |           |                     | Modifica les dades a Wikidata |
|        | Mas de Santiago el Calderer   | Aitona   | masia        |         | 41° 29′ 41″ N, 0° 25′ 12″ E / 41.4948010259263°N,0.419906380944604°E |           |                     | Modifica les dades a Wikidata |
|        | Mas de Santiago la Negra      | Aitona   | masia        |         | 41° 29′ 09″ N, 0° 28′ 25″ E / 41.4857278020665°N,0.4736613332969°E   |           |                     | Modifica les dades a Wikidata |
|        | Mas de Sanç                   | Aitona   | masia        |         | 41° 27′ 58″ N, 0° 28′ 17″ E / 41.4660713125012°N,0.471407611092778°E |           |                     | Modifica les dades a Wikidata |
|        | Mas de Sila                   | Aitona   | masia        |         | 41° 27′ 05″ N, 0° 29′ 18″ E / 41.4514801750847°N,0.488219315303862°E |           |                     | Modifica les dades a Wikidata |
|        | Mas de Sorolla                | Aitona   | masia        |         | 41° 30′ 53″ N, 0° 25′ 08″ E / 41.5147993929297°N,0.418896158493263°E |           |                     | Modifica les dades a Wikidata |
|        | Mas de Sou                    | Aitona   | masia        |         | 41° 28′ 18″ N, 0° 31′ 07″ E / 41.471740469391°N,0.51873572967411°E   |           |                     | Modifica les dades a Wikidata |
|        | Mas de Tano Bertolo           | Aitona   | masia        |         | 41° 28′ 57″ N, 0° 28′ 55″ E / 41.4825254487608°N,0.482049739128224°E |           |                     | Modifica les dades a Wikidata |
|        | Mas de Tano Fartet            | Aitona   | masia        |         | 41° 30′ 27″ N, 0° 28′ 03″ E / 41.5074048332823°N,0.467462657925252°E |           |                     | Modifica les dades a Wikidata |
|        | Mas de Tano Vicenç            | Aitona   | masia        |         | 41° 29′ 17″ N, 0° 28′ 55″ E / 41.4880810927619°N,0.481990219665265°E |           |                     | Modifica les dades a Wikidata |
|        | Mas de Tarruella              | Aitona   | masia        |         | 41° 31′ 22″ N, 0° 25′ 38″ E / 41.5227246259874°N,0.427317443357737°E |           |                     | Modifica les dades a Wikidata |
|        | Mas de Teixonet               | Aitona   | masia        |         | 41° 29′ 34″ N, 0° 26′ 52″ E / 41.4927486583699°N,0.44779012887002°E  |           |                     | Modifica les dades a Wikidata |
|        | Mas de Titan                  | Aitona   | masia        |         | 41° 29′ 36″ N, 0° 26′ 36″ E / 41.4932163552561°N,0.443303716246505°E |           |                     | Modifica les dades a Wikidata |
|        | Mas de Ton                    | Aitona   | masia        |         | 41° 29′ 11″ N, 0° 29′ 16″ E / 41.48648644496°N,0.487729320298429°E   |           |                     | Modifica les dades a Wikidata |
|        | Mas de Ton de Trudes          | Aitona   | masia        |         | 41° 28′ 48″ N, 0° 26′ 34″ E / 41.4800659987304°N,0.442850896767273°E |           |                     | Modifica les dades a Wikidata |
|        | Mas de Tonet                  | Aitona   | masia        |         | 41° 29′ 17″ N, 0° 29′ 20″ E / 41.4879415740339°N,0.488787002610705°E |           |                     | Modifica les dades a Wikidata |
|        | Mas de Tono                   | Aitona   | masia        |         | 41° 29′ 43″ N, 0° 26′ 00″ E / 41.4953195025715°N,0.433410120164108°E |           |                     | Modifica les dades a Wikidata |
|        | Mas de Tonyin                 | Aitona   | masia        |         | 41° 30′ 42″ N, 0° 27′ 11″ E / 41.5117457531682°N,0.453190429419571°E |           |                     | Modifica les dades a Wikidata |
|        | Mas de Toper                  | Aitona   | masia        |         | 41° 26′ 44″ N, 0° 28′ 23″ E / 41.445527600058°N,0.47305298279624°E   |           |                     | Modifica les dades a Wikidata |
|        | Mas de Topé                   | Aitona   | masia        |         | 41° 28′ 42″ N, 0° 29′ 35″ E / 41.4784043704207°N,0.492939832620351°E |           |                     | Modifica les dades a Wikidata |
|        | Mas de Torrent                | Aitona   | masia        |         | 41° 30′ 06″ N, 0° 24′ 31″ E / 41.5017352747931°N,0.408669088336566°E |           |                     | Modifica les dades a Wikidata |
|        | Mas de Torres                 | Aitona   | masia        |         | 41° 29′ 23″ N, 0° 29′ 27″ E / 41.4898513699804°N,0.490869263638221°E |           |                     | Modifica les dades a Wikidata |
|        | Mas de Torroella              | Aitona   | masia        |         | 41° 31′ 09″ N, 0° 25′ 24″ E / 41.5193053978476°N,0.423438491327936°E |           |                     | Modifica les dades a Wikidata |
|        | Mas de Vall dels Masos        | Aitona   | masia        |         | 41° 27′ 53″ N, 0° 29′ 29″ E / 41.464844060633°N,0.49146004381637°E   |           |                     | Modifica les dades a Wikidata |
|        | Mas de Vaquerano              | Aitona   | masia        |         | 41° 29′ 46″ N, 0° 28′ 53″ E / 41.4960095984543°N,0.481299641543886°E |           |                     | Modifica les dades a Wikidata |
|        | Mas de Vicent                 | Aitona   | masia        |         | 41° 31′ 13″ N, 0° 25′ 40″ E / 41.520376176851°N,0.427817962425447°E  |           |                     | Modifica les dades a Wikidata |
|        | Mas de Xaronet                | Aitona   | masia        |         | 41° 29′ 52″ N, 0° 26′ 23″ E / 41.4978296948505°N,0.439755930282718°E |           |                     | Modifica les dades a Wikidata |
|        | Mas de Xaró                   | Aitona   | masia        |         | 41° 28′ 36″ N, 0° 27′ 56″ E / 41.4766707169314°N,0.465630343932157°E |           |                     | Modifica les dades a Wikidata |
|        | Mas de Xavier Capell          | Aitona   | masia        |         | 41° 29′ 10″ N, 0° 28′ 47″ E / 41.4861425738484°N,0.479837525183085°E |           |                     | Modifica les dades a Wikidata |
|        | Mas de Xeró                   | Aitona   | masia        |         | 41° 28′ 12″ N, 0° 26′ 56″ E / 41.4698950399587°N,0.44880698104823°E  |           |                     | Modifica les dades a Wikidata |
|        | Mas de Xirlet                 | Aitona   | masia        |         | 41° 29′ 02″ N, 0° 26′ 05″ E / 41.4839205433454°N,0.434758547492109°E |           |                     | Modifica les dades a Wikidata |
|        | Mas de Xolito                 | Aitona   | masia        |         | 41° 30′ 54″ N, 0° 26′ 56″ E / 41.5149309371654°N,0.448991382659874°E |           |                     | Modifica les dades a Wikidata |
|        | Mas de Xollador               | Aitona   | masia        |         | 41° 28′ 53″ N, 0° 25′ 51″ E / 41.4813479862647°N,0.430871907440362°E |           |                     | Modifica les dades a Wikidata |
|        | Mas de l'Agustina             | Aitona   | masia        |         | 41° 30′ 16″ N, 0° 27′ 52″ E / 41.5043409955174°N,0.464527031050672°E |           |                     | Modifica les dades a Wikidata |
|        | Mas de l'Alegre               | Aitona   | masia        |         | 41° 29′ 34″ N, 0° 29′ 43″ E / 41.4927510183935°N,0.495393032954115°E |           |                     | Modifica les dades a Wikidata |
|        | Mas de l'Arbocer              | Aitona   | masia        |         | 41° 26′ 40″ N, 0° 31′ 12″ E / 41.4444139144815°N,0.519924531965164°E |           |                     | Modifica les dades a Wikidata |
|        | Mas de l'Arnau                | Aitona   | masia        |         | 41° 26′ 54″ N, 0° 28′ 04″ E / 41.448241632673°N,0.467862936230313°E  |           |                     | Modifica les dades a Wikidata |
|        | Mas de l'Auriola              | Aitona   | masia        |         | 41° 29′ 31″ N, 0° 25′ 46″ E / 41.4920407302334°N,0.429359155900172°E |           |                     | Modifica les dades a Wikidata |
|        | Mas de l'Hortolà              | Aitona   | masia        |         | 41° 30′ 02″ N, 0° 26′ 10″ E / 41.500550020147°N,0.4361720549834°E    |           |                     | Modifica les dades a Wikidata |
|        | Mas de l'Ignasi               | Aitona   | masia        |         | 41° 29′ 59″ N, 0° 28′ 37″ E / 41.4996940323165°N,0.476820075657687°E |           |                     | Modifica les dades a Wikidata |
|        | Mas de l'Àngel de Torrebesses | Aitona   | masia        |         | 41° 27′ 03″ N, 0° 27′ 57″ E / 41.4508638773417°N,0.465881478191736°E |           |                     | Modifica les dades a Wikidata |
|        | Mas de la Clamor              | Aitona   | masia        |         | 41° 30′ 54″ N, 0° 27′ 24″ E / 41.5151195410896°N,0.4566888621388°E   |           |                     | Modifica les dades a Wikidata |
|        | Mas de la Mariana Tomàs       | Aitona   | masia        |         | 41° 25′ 58″ N, 0° 31′ 28″ E / 41.4327330207901°N,0.524546144587321°E |           |                     | Modifica les dades a Wikidata |
|        | Mas de les Miqueles           | Aitona   | masia        |         | 41° 27′ 44″ N, 0° 31′ 03″ E / 41.4623591948439°N,0.517624130270315°E |           |                     | Modifica les dades a Wikidata |
|        | Mas de les Portes             | Aitona   | masia        |         | 41° 27′ 28″ N, 0° 31′ 39″ E / 41.4576537382372°N,0.527465230924057°E |           |                     | Modifica les dades a Wikidata |
|        | Mas del Besòdia               | Aitona   | masia        |         | 41° 30′ 21″ N, 0° 24′ 51″ E / 41.5059548308667°N,0.414071895881119°E |           |                     | Modifica les dades a Wikidata |
|        | Mas del Carrernou             | Aitona   | masia        |         | 41° 26′ 42″ N, 0° 31′ 30″ E / 41.4450253387355°N,0.524892670567481°E |           |                     | Modifica les dades a Wikidata |
|        | Mas del Caveta                | Aitona   | masia        |         | 41° 28′ 31″ N, 0° 27′ 25″ E / 41.4753865983537°N,0.456830581551481°E |           |                     | Modifica les dades a Wikidata |
|        | Mas del Clic                  | Aitona   | masia        |         | 41° 27′ 08″ N, 0° 31′ 29″ E / 41.4523362237677°N,0.524782218826163°E |           |                     | Modifica les dades a Wikidata |
|        | Mas del Curt                  | Aitona   | masia        |         | 41° 30′ 46″ N, 0° 26′ 57″ E / 41.5127541003175°N,0.449112851656172°E |           |                     | Modifica les dades a Wikidata |
|        | Mas del Càndil                | Aitona   | masia        |         | 41° 29′ 10″ N, 0° 25′ 59″ E / 41.486072556843°N,0.43315007648748°E   |           |                     | Modifica les dades a Wikidata |
|        | Mas del Fadrí                 | Aitona   | masia        |         | 41° 27′ 32″ N, 0° 30′ 45″ E / 41.4589533294362°N,0.512558055266429°E |           |                     | Modifica les dades a Wikidata |
|        | Mas del Forner                | Aitona   | masia        |         | 41° 29′ 01″ N, 0° 28′ 17″ E / 41.483716356371°N,0.47147586982555°E   |           |                     | Modifica les dades a Wikidata |
|        | Mas del Forneret              | Aitona   | masia        |         | 41° 28′ 16″ N, 0° 29′ 20″ E / 41.471090949307°N,0.48882417696008°E   |           |                     | Modifica les dades a Wikidata |
|        | Mas del Francisco Espessa     | Aitona   | masia        |         | 41° 26′ 40″ N, 0° 31′ 40″ E / 41.4445198942179°N,0.527772667012101°E |           |                     | Modifica les dades a Wikidata |
|        | Mas del Jaques                | Aitona   | masia        |         | 41° 27′ 36″ N, 0° 29′ 41″ E / 41.4599534277272°N,0.494740511225574°E |           |                     | Modifica les dades a Wikidata |
|        | Mas del Marraco               | Aitona   | masia        |         | 41° 27′ 55″ N, 0° 31′ 43″ E / 41.4653526236066°N,0.528645352241093°E |           |                     | Modifica les dades a Wikidata |
|        | Mas del Marxantó              | Aitona   | masia        |         | 41° 26′ 29″ N, 0° 31′ 33″ E / 41.441272784898°N,0.52588190642714°E   |           |                     | Modifica les dades a Wikidata |
|        | Mas del Mig del Patet         | Aitona   | masia        |         | 41° 25′ 51″ N, 0° 31′ 21″ E / 41.4307886175978°N,0.52250185256765°E  |           |                     | Modifica les dades a Wikidata |
|        | Mas del Moliner               | Aitona   | masia        |         | 41° 29′ 39″ N, 0° 29′ 10″ E / 41.4940690671419°N,0.486046621538294°E |           |                     | Modifica les dades a Wikidata |
|        | Mas del Moro                  | Aitona   | masia        |         | 41° 26′ 35″ N, 0° 30′ 07″ E / 41.4430515662377°N,0.501926444421614°E |           |                     | Modifica les dades a Wikidata |
|        | Mas del Morrut                | Aitona   | masia        |         | 41° 28′ 24″ N, 0° 27′ 31″ E / 41.4734346867872°N,0.458571453993542°E |           |                     | Modifica les dades a Wikidata |
|        | Mas del Pajarillo             | Aitona   | masia        |         | 41° 28′ 20″ N, 0° 29′ 00″ E / 41.4722060274418°N,0.48337142346327°E  |           |                     | Modifica les dades a Wikidata |
|        | Mas del Pere de la Tonga      | Aitona   | masia        |         | 41° 25′ 58″ N, 0° 31′ 11″ E / 41.4326944829017°N,0.519832376409593°E |           |                     | Modifica les dades a Wikidata |
|        | Mas del Perxó                 | Aitona   | masia        |         | 41° 30′ 52″ N, 0° 26′ 32″ E / 41.5144441952597°N,0.442084570440361°E |           |                     | Modifica les dades a Wikidata |
|        | Mas del Plana                 | Aitona   | masia        |         | 41° 28′ 45″ N, 0° 30′ 27″ E / 41.4790714879196°N,0.507465090058728°E |           |                     | Modifica les dades a Wikidata |
|        | Mas del Plana de Torres       | Aitona   | masia        |         | 41° 27′ 36″ N, 0° 31′ 53″ E / 41.460055459733°N,0.531516488936262°E  |           |                     | Modifica les dades a Wikidata |
|        | Mas del Polit                 | Aitona   | masia        |         | 41° 27′ 29″ N, 0° 28′ 00″ E / 41.4581201862483°N,0.466568608432062°E |           |                     | Modifica les dades a Wikidata |
|        | Mas del Recader               | Aitona   | masia        |         | 41° 26′ 58″ N, 0° 31′ 32″ E / 41.4494529283362°N,0.525562240073115°E |           |                     | Modifica les dades a Wikidata |
|        | Mas del Ric                   | Aitona   | masia        |         | 41° 28′ 34″ N, 0° 26′ 09″ E / 41.476227784677°N,0.43593387381765°E   |           |                     | Modifica les dades a Wikidata |
|        | Mas del Roig de Font          | Aitona   | masia        |         | 41° 26′ 53″ N, 0° 31′ 45″ E / 41.4481462893588°N,0.529298815767162°E |           |                     | Modifica les dades a Wikidata |
|        | Mas del Tanet                 | Aitona   | masia        |         | 41° 30′ 20″ N, 0° 25′ 50″ E / 41.5054691208543°N,0.430564975574563°E |           |                     | Modifica les dades a Wikidata |
|        | Mas del Tano Vicent           | Aitona   | masia        |         | 41° 30′ 04″ N, 0° 26′ 51″ E / 41.5011082687152°N,0.447461716416695°E |           |                     | Modifica les dades a Wikidata |
|        | Mas del Tartaner              | Aitona   | masia        |         | 41° 28′ 37″ N, 0° 25′ 35″ E / 41.47691370474°N,0.42632640201627°E    |           |                     | Modifica les dades a Wikidata |
|        | Mas del Tatxo                 | Aitona   | masia        |         | 41° 29′ 19″ N, 0° 28′ 43″ E / 41.4885470390865°N,0.478594414866381°E |           |                     | Modifica les dades a Wikidata |
|        | Mas del Tigo                  | Aitona   | masia        |         | 41° 26′ 42″ N, 0° 27′ 52″ E / 41.4449044934524°N,0.46437788891276°E  |           |                     | Modifica les dades a Wikidata |
|        | Mas del Tiguet                | Aitona   | masia        |         | 41° 27′ 12″ N, 0° 28′ 13″ E / 41.4533563182461°N,0.470273666639687°E |           |                     | Modifica les dades a Wikidata |
|        | Mas del Toper                 | Aitona   | masia        |         | 41° 30′ 27″ N, 0° 26′ 12″ E / 41.5075488241193°N,0.436581178785458°E |           |                     | Modifica les dades a Wikidata |
|        | Mas del Topé                  | Aitona   | masia        |         | 41° 30′ 27″ N, 0° 25′ 59″ E / 41.5074271567977°N,0.433147354009138°E |           |                     | Modifica les dades a Wikidata |
|        | Mas del Tornillo              | Aitona   | masia        |         | 41° 30′ 08″ N, 0° 25′ 39″ E / 41.5023414031312°N,0.427633714962128°E |           |                     | Modifica les dades a Wikidata |
|        | Mas del Trepat                | Aitona   | masia        |         | 41° 29′ 34″ N, 0° 24′ 30″ E / 41.4927126679597°N,0.408346166970408°E |           |                     | Modifica les dades a Wikidata |
|        | Mas del Trillada              | Aitona   | masia        |         | 41° 28′ 50″ N, 0° 29′ 04″ E / 41.4805062947692°N,0.484439385998024°E |           |                     | Modifica les dades a Wikidata |
|        | Mas del Trota                 | Aitona   | masia        |         | 41° 28′ 53″ N, 0° 28′ 02″ E / 41.4813085933355°N,0.467246010898515°E |           |                     | Modifica les dades a Wikidata |
|        | Mas del Vell                  | Aitona   | masia        |         | 41° 29′ 54″ N, 0° 26′ 46″ E / 41.4984572695714°N,0.446104362079585°E |           |                     | Modifica les dades a Wikidata |
|        | Mas del Xeco                  | Aitona   | masia        |         | 41° 30′ 46″ N, 0° 26′ 16″ E / 41.5129103166893°N,0.437915244551426°E |           |                     | Modifica les dades a Wikidata |
|        | Mas del Xeró                  | Aitona   | masia        |         | 41° 29′ 34″ N, 0° 26′ 05″ E / 41.4929105882294°N,0.434834896674541°E |           |                     | Modifica les dades a Wikidata |
|        | Maset d'Eduardo el Ros        | Aitona   | masia        |         | 41° 28′ 58″ N, 0° 25′ 33″ E / 41.4827366722697°N,0.425714942451522°E |           |                     | Modifica les dades a Wikidata |
|        | Maset d'Ivars                 | Aitona   | masia        |         | 41° 30′ 52″ N, 0° 27′ 22″ E / 41.5145724645465°N,0.455979351353008°E |           |                     | Modifica les dades a Wikidata |
|        | Maset d'en Marxardó           | Aitona   | masia        |         | 41° 29′ 23″ N, 0° 25′ 56″ E / 41.4897481510041°N,0.432360502040322°E |           |                     | Modifica les dades a Wikidata |
|        | Maset d'en Severino           | Aitona   | masia        |         | 41° 29′ 25″ N, 0° 25′ 42″ E / 41.4902082302879°N,0.42836559667221°E  |           |                     | Modifica les dades a Wikidata |
|        | Maset de Joan de Guixer       | Aitona   | masia        |         | 41° 29′ 43″ N, 0° 28′ 12″ E / 41.4953041105932°N,0.470090606630207°E |           |                     | Modifica les dades a Wikidata |
|        | Maset de Marxantó             | Aitona   | masia        |         | 41° 28′ 39″ N, 0° 27′ 32″ E / 41.4775507519361°N,0.458985400757015°E |           |                     | Modifica les dades a Wikidata |
|        | Maset de Pereandreu           | Aitona   | masia        |         | 41° 29′ 42″ N, 0° 28′ 57″ E / 41.4948816199683°N,0.482433457203778°E |           |                     | Modifica les dades a Wikidata |
|        | Maset de Roberto              | Aitona   | masia        |         | 41° 29′ 47″ N, 0° 26′ 52″ E / 41.4964216444417°N,0.447717726050735°E |           |                     | Modifica les dades a Wikidata |
|        | Maset de Volta                | Aitona   | masia        |         | 41° 30′ 40″ N, 0° 26′ 37″ E / 41.511226654025°N,0.44360122717418°E   |           |                     | Modifica les dades a Wikidata |
|        | Maset del Montanyès           | Aitona   | masia        |         | 41° 30′ 07″ N, 0° 28′ 02″ E / 41.5018228118958°N,0.467141181531719°E |           |                     | Modifica les dades a Wikidata |
|        | Maset del Tano del Romeu      | Aitona   | masia        |         | 41° 30′ 15″ N, 0° 28′ 08″ E / 41.50414218373°N,0.468991615243751°E   |           |                     | Modifica les dades a Wikidata |
|        | Masos de Pere Andreu          | Aitona   | masia        |         | 41° 26′ 53″ N, 0° 31′ 25″ E / 41.4479952575873°N,0.523534807257874°E |           |                     | Modifica les dades a Wikidata |
|        | Torre el Quimet               | Aitona   | masia        |         | 41° 29′ 30″ N, 0° 28′ 13″ E / 41.4916794915787°N,0.47031557490719°E  |           |                     | Modifica les dades a Wikidata |
|        | la Capellania                 | Aitona   | masia        |         | 41° 27′ 43″ N, 0° 29′ 17″ E / 41.462066063052°N,0.48797531951529°E   |           |                     | Modifica les dades a Wikidata |
|        | la Moreria                    | Aitona   | masia        |         | 41° 30′ 02″ N, 0° 27′ 11″ E / 41.5004382765706°N,0.452986865086304°E |           |                     | Modifica les dades a Wikidata |

## muntanya
| imatge | Nom                    | Ubicat a     | instància de       | Detalls | coordenades                                                         | Protecció | Commons (més fotos) | Dades a WD                    |
| ------ | ---------------------- | ------------ | ------------------ | ------- | ------------------------------------------------------------------- | --------- | ------------------- | ----------------------------- |
|        | Morro de Capell        | Aitona       | muntanya           |         | 41° 28′ 06″ N, 0° 30′ 43″ E / 41.46845417°N,0.51181389°E 206.7 msnm |           |                     | Modifica les dades a Wikidata |
|        | Serra Grossa           | Aitona       | muntanya serralada |         | 41° 26′ 07″ N, 0° 31′ 40″ E / 41.435168°N,0.527778°E 315 msnm       |           |                     | Modifica les dades a Wikidata |
|        | Serrabrisa             | Aitona       | muntanya           |         | 41° 30′ 31″ N, 0° 26′ 30″ E / 41.50868889°N,0.44162222°E 231 msnm   |           |                     | Modifica les dades a Wikidata |
|        | Tossal Roig            | Aitona       | muntanya           |         | 41° 28′ 33″ N, 0° 31′ 01″ E / 41.47583333°N,0.51694444°E 181.9 msnm |           |                     | Modifica les dades a Wikidata |
|        | Tossal de Felip        | Aitona       | muntanya           |         | 41° 28′ 07″ N, 0° 32′ 01″ E / 41.4686°N,0.533663°E 207.3 msnm       |           |                     | Modifica les dades a Wikidata |
|        | Tossal de Ventafarines | Aitona Seròs | muntanya           |         | 41° 27′ 26″ N, 0° 26′ 59″ E / 41.4573°N,0.449622°E 194 msnm         |           |                     | Modifica les dades a Wikidata |

## serralada
| imatge | Nom                | Ubicat a | instància de | Detalls | coordenades                                                         | Protecció | Commons (més fotos) | Dades a WD                    |
| ------ | ------------------ | -------- | ------------ | ------- | ------------------------------------------------------------------- | --------- | ------------------- | ----------------------------- |
|        | Serra Llarga       | Aitona   | serralada    |         | 41° 28′ 51″ N, 0° 26′ 03″ E / 41.48081667°N,0.43404611°E 166.4 msnm |           |                     | Modifica les dades a Wikidata |
|        | serra de Montfred  | Aitona   | serralada    |         | 41° 30′ 04″ N, 0° 25′ 10″ E / 41.50106417°N,0.419575°E 228.4 msnm   |           |                     | Modifica les dades a Wikidata |
|        | serra de la Garita | Aitona   | serralada    |         | 41° 27′ 27″ N, 0° 31′ 24″ E / 41.457369°N,0.523383°E 221.6 msnm     |           |                     | Modifica les dades a Wikidata |

## vèrtex geodèsic
| imatge | Nom           | Ubicat a | instància de    | Detalls   | coordenades                                                       | Protecció | Commons (més fotos) | Dades a WD                    |
| ------ | ------------- | -------- | --------------- | --------- | ----------------------------------------------------------------- | --------- | ------------------- | ----------------------------- |
|        | Brisa         | Aitona   | vèrtex geodèsic | Alt: 1.2m | 41° 30′ 31″ N, 0° 26′ 30″ E / 41.508695°N,0.441647°E 230.534 msnm |           |                     | Modifica les dades a Wikidata |
|        | Farinas       | Aitona   | vèrtex geodèsic | Alt: 1.2m | 41° 27′ 26″ N, 0° 26′ 58″ E / 41.457263°N,0.449531°E 194.364 msnm |           |                     | Modifica les dades a Wikidata |
|        | Sierra Grossa | Aitona   | vèrtex geodèsic | Alt: 1.2m | 41° 26′ 07″ N, 0° 31′ 40″ E / 41.435186°N,0.527775°E 314.744 msnm |           |                     | Modifica les dades a Wikidata |

## Misc
| imatge | Nom                        | Ubicat a                                                             | instància de                                                     | Detalls                                      | coordenades | Protecció                                  | Commons (més fotos) | Dades a WD                    |
| ------ | -------------------------- | -------------------------------------------------------------------- | ---------------------------------------------------------------- | -------------------------------------------- | --- | ------------------------------------------ | ------------------- | ----------------------------- |
|        | Cabana de volta Gran       | Aitona                                                               | cabana de volta                                                  | Estil: arquitectura popular                  | | bé integrant del patrimoni cultural català |                     | Modifica les dades a Wikidata |
|        | Central FECSA              | Aitona                                                               | central hidroelèctrica                                           | Estil: racionalisme arquitectònic            | 41° 28′ 06″ N, 0° 27′ 43″ E / 41.46833°N,0.46187°E                                                                                            | bé integrant del patrimoni cultural català |                     | Modifica les dades a Wikidata |
|        | Erms d'Aitona              | Aitona                                                               | espai d'interès natural                                          |                                              | 41° 27′ 17″ N, 0° 27′ 52″ E / 41.4546°N,0.464318°E                                                                                            |                                            |                     | Modifica les dades a Wikidata |
|        | Forn Montefiu              | Aitona                                                               | forn de calç                                                     | Estil: arquitectura popular                  | | bé integrant del patrimoni cultural català |                     | Modifica les dades a Wikidata |
|        | Pantà Granges del Gat      | Aitona                                                               | zona humida                                                      | Superfície: 6.35ha                           | 41° 31′ 04″ N, 0° 26′ 09″ E / 41.5179°N,0.4358°E                                                                                              |                                            |                     | Modifica les dades a Wikidata |
|        | Passatge                   | Aitona                                                               | passatge                                                         | Estil: arquitectura popular                  | 41° 29′ 39″ N, 0° 27′ 28″ E / 41.494159°N,0.45781°E                                                                                           | bé integrant del patrimoni cultural català |                     | Modifica les dades a Wikidata |
|        | Segre                      | Catalunya Pirineus Orientals                                         | riu curs d'aigua riu aurífer                                     | Desemboca: Ebre Llarg: 265km Conca: 22400km² | 42° 24′ 09″ N, 2° 06′ 30″ E / 42.4025°N,2.1084°E 41° 21′ 48″ N, 0° 18′ 16″ E / 41.3633°N,0.3044°E                                             |                                            | Segre River         | Modifica les dades a Wikidata |
|        | Torre de Burgebut          | Aitona                                                               | torre                                                            |                                              | | bé d'interès cultural                      |                     | Modifica les dades a Wikidata |
|        | canal de Seròs             | Lleida Albatàrrec Montoliu de Lleida Sudanell Torres de Segre Aitona | canal                                                            | Desemboca: Segre                             | 41° 37′ 16″ N, 0° 38′ 42″ E / 41.62121194444445°N,0.6450750000000001°E 41° 28′ 29″ N, 0° 27′ 13″ E / 41.47470194444445°N,0.4535580555555555°E |                                            | Canal de Seròs      | Modifica les dades a Wikidata |
|        | carrer del Forn            | Aitona                                                               | carrer                                                           | Estil: arquitectura popular                  | 41° 29′ 44″ N, 0° 27′ 32″ E / 41.49552°N,0.45902°E                                                                                            | bé integrant del patrimoni cultural català |                     | Modifica les dades a Wikidata |
|        | casa consistorial d'Aitona | Aitona                                                               | casa consistorial                                                |                                              | 41° 29′ 40″ N, 0° 27′ 31″ E / 41.494412°N,0.4584858°E                                                                                         |                                            |                     | Modifica les dades a Wikidata |
|        | cova del Pare Palau        | Aitona                                                               | cova                                                             | Estil: arquitectura popular                  | 41° 29′ 13″ N, 0° 26′ 48″ E / 41.48708°N,0.44654°E                                                                                            | bé cultural d'interès local                |                     | Modifica les dades a Wikidata |
|        | les Tres Creus             | Aitona                                                               | edifici històric                                                 |                                              | 41° 29′ 46″ N, 0° 27′ 25″ E / 41.4962111868835°N,0.456914060708578°E                                                                          |                                            |                     | Modifica les dades a Wikidata |
|        | presa d'Utxesa             | Torres de Segre Aitona                                               | presa de terres Ús: energia hidroelèctrica regadiu aigua potable | Llarg: 400m Alt: 27.3m Volum: 415300m³       | 41° 29′ 26″ N, 0° 30′ 35″ E / 41.490555555556°N,0.50972222222222°E 147 119.7 msnm                                                             |                                            |                     | Modifica les dades a Wikidata |